# Falk Harnack
Falk Erich Walter Harnack (* 2. März 1913 in Stuttgart; † 3. September 1991 in Berlin) war ein deutscher Regisseur, Drehbuchautor und Widerstandskämpfer gegen den Nationalsozialismus.

## Familie
Falk Erich Walter Harnack war der jüngste Sohn der Malerin Clara Harnack, geborene Reichau, und des Literaturhistorikers und Goetheforschers Otto Harnack, Enkel des Theologen und Universitätsprofessors Theodosius Harnack und der jüngere Bruder des Juristen und Widerstandskämpfers Arvid Harnack sowie ein Cousin von Ernst von Harnack, der wie sein Bruder ein Opfer des Naziregimes wurde. Seinen Vater, der 1914 Suizid beging, lernte er nicht mehr kennen. Seine Schwester Inge (1904–1974) war von 1922 bis 1930 mit Johannes Ilmari Auerbach und ab 1931 mit dem Violinisten Gustav Havemann verheiratet.
Seine Schwägerin, Mildred Harnack-Fish, Ehefrau von Arvid, ist die einzige amerikanische Zivilperson, die wegen Widerstands gegen das Naziregime hingerichtet wurde.
Der die Kaiser-Wilhelm-Gesellschaft zur Förderung der Wissenschaft begründende Kulturpolitiker und Kirchenhistoriker Adolf von Harnack war ein Onkel von Falk Harnack.

## Leben und Wirken

### Kindheit, Schule und Studium
Schon früh kam der evangelische Falk Harnack durch seinen Bruder Arvid mit dem Humanismus in Verbindung, durch den er auch Kontakt zu Menschen bekam, die später zur Widerstandsgruppe Rote Kapelle gehörten. Diese Bekannten machten großen Eindruck auf ihn, so dass die Propaganda der NSDAP an ihm abprallen konnte. Nach dem Schulbesuch in Weimar, bei dem er auch seine Schulfreundin und spätere Verlobte Lilo Ramdohr in den Kreis seiner im nahen Jena wohnenden Familie einführte, absolvierte er 1932 das Abitur. 1933 nahm er sein Studium der Theaterwissenschaft, Germanistik, Volkswirtschaft und Zeitungswissenschaft auf, zunächst in Berlin, ab April 1934 in München.
Harnack beteiligte sich als Student im Mai 1934 an einer Flugblattaktion gegen den NS-Studentenbund an der Universität München. 1936 promovierte er bei Artur Kutscher über den Dramatiker Karl Bleibtreu zum Dr. phil. Er arbeitete von 1937 bis 1940 als Regisseur, Dramatiker und Schauspieler am Nationaltheater Weimar und anschließend am Landestheater Altenburg, wo er bis 1941 Regisseur war. Danach wurde er zur Wehrmacht eingezogen.

### Kontakt mit der Weißen Rose
Im Jahr 1942, als er sich in Chemnitz befand, nahmen Mitglieder der Münchner Widerstandsgruppe Weiße Rose, vor allem Hans Scholl und Alexander Schmorell, durch die Vermittlung der gemeinsamen Bekannten Lilo Ramdohr Kontakt zu ihm auf. Über ihn wollten sie Verbindung zu den Berliner Widerstandskreisen um seinen Bruder Arvid und Harro Schulze-Boysen sowie zu Hans von Dohnanyi herstellen. Er hätte zudem derartige Verbindungen über seine entfernteren Verwandten Klaus und Dietrich Bonhoeffer vermitteln können. Doch noch im selben Jahr wurde die Gruppe um Falks Bruder verhaftet, und viele von ihnen wurden hingerichtet, darunter am 22. Dezember 1942 Arvid Harnack und am 16. Februar 1943 dessen Ehefrau Mildred Harnack, eine gebürtige US-Amerikanerin.
Falk Harnack hatte im Februar 1943 auch Kontakt zu Sophie und Hans Scholl. Nachdem die Geschwister Scholl und weitere Mitglieder der „Weißen Rose“ verhaftet und hingerichtet worden waren, schien ihn das gleiche Schicksal zu ereilen. Doch überraschend wurde er im zweiten Prozess gegen Personen der Weißen Rose vor dem Volksgerichtshof München am 19. April 1943 aus Mangel an Beweisen und wegen „einmalig besonderer Verhältnisse“ freigesprochen.

### In der Strafdivision 999
Im August 1943 wurde er von seiner bisherigen Wehrmachtseinheit ins Strafbataillon 999 bzw. zur Nachrichtenkompanie 831 nach Athen abkommandiert. Als er im Dezember auf Befehl Heinrich Himmlers verhaftet und in ein Konzentrationslager gebracht werden sollte, gelang ihm mit Hilfe seines Vorgesetzten, dem Leutnant Gerhard Fauth, am Tatoi die Flucht. Er fand Unterschlupf bei Themos Kornaros in Athen und schloss sich einige Wochen später der griechischen Partisanenbewegung ELAS an. Zusammen mit Gerhard Reinhardt gründete er das Antifaschistische Komitee Freies Deutschland und wurde dessen Leiter. Als er nach Kriegsende nach Deutschland zurückkehrte, erfuhr er, dass mehrere Angehörige seiner Familie, nämlich sein Cousin Ernst von Harnack, die Verwandten Klaus und Dietrich Bonhoeffer sowie der Schwager Hans von Dohnanyi, noch im Frühjahr 1945 von der SS ermordet worden waren.

### Nach dem Zweiten Weltkrieg
Seine berufliche Tätigkeit hatte er 1945 als Regisseur und Dramaturg am Bayerischen Staatsschauspiel München aufgenommen. 1947 ging er an das Deutsche Theater Berlin, wo er ebenso wie an den Kammerspielen Berlin bis 1949 als stellvertretender Intendant wirkte.
Von 1949 bis 1952 war er künstlerischer Leiter bei der Deutschen Film-AG (DEFA). In dieser Zeit drehte er dort den Film Das Beil von Wandsbek nach einem Buch von Arnold Zweig. Als es mit der SED zu Auseinandersetzungen über diesen Film kam, verließ er 1952 die DDR und ging nach West-Berlin. Ursprünglich war er auch als Regisseur für den Film Der Untertan vorgesehen gewesen, aber dazu kam es nicht mehr.
Von 1952 bis 1954 arbeitete er als künstlerischer Berater für die Produktionsfirma CCC-Film Berlin-West und war neben Helmut Käutner und Wolfgang Staudte der wichtigste Regisseur des deutschen Nachkriegsfilms. Ab Ende der 1950er Jahre war er fast nur noch für das Fernsehen tätig. Zu vielen seiner Filme schrieb er auch die Drehbücher. Von 1962 bis 1965 war er leitender Regisseur beim neu gegründeten ZDF. In den folgenden Jahren war er freischaffend tätig. Neben Unterhaltungsfilmen drehte er auch anspruchsvolle Filme, die teilweise die Zeit des Nationalsozialismus und den Kampf dagegen zum Thema hatten. So schuf er 1955 den Kinofilm Der 20. Juli, der sich mit dem gescheiterten Attentat auf Adolf Hitler beschäftigte. Dieser Film wurde 1956 mit dem Deutschen Filmpreis in der Kategorie „Filme, die zur Förderung des demokratischen Gedankens beitragen“ ausgezeichnet. Bei den Internationalen Filmfestspielen in Berlin 1961 war er Mitglied der internationalen Jury. 1962 drehte er für das Fernsehen den Film Jeder stirbt für sich allein nach dem gleichnamigen Roman von Hans Fallada, in dem es um den Widerstand kleiner Leute geht, nämlich um das Ehepaar Anna und Otto Quangel (Edith Schultze-Westrum und Alfred Schieske), die am Ende scheitern und hingerichtet werden.

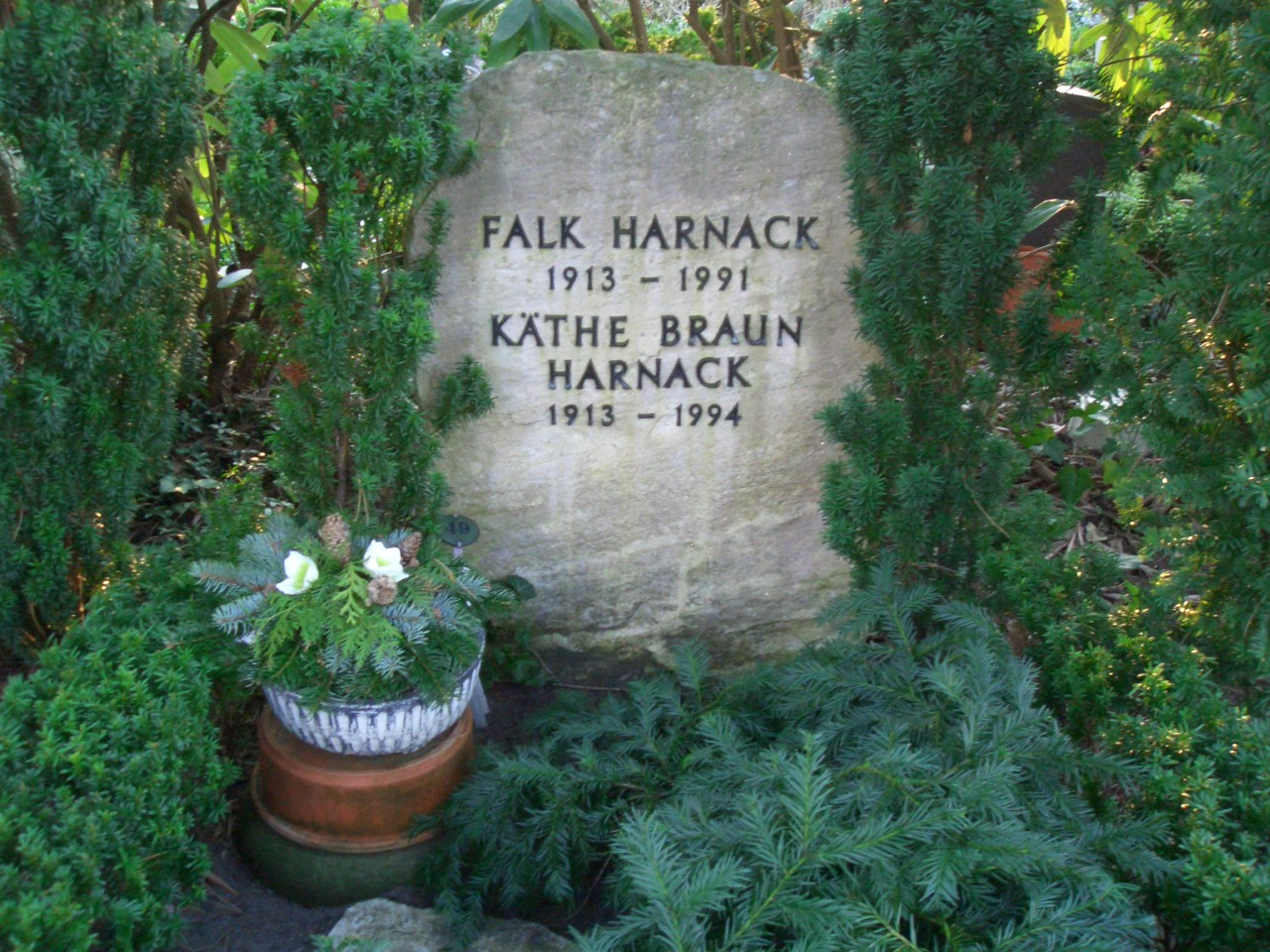
Gemeinsames Grab mit Käthe Braun auf dem Friedhof Zehlendorf in Berlin-Zehlendorf

Falk Harnack war mit der Schauspielerin und Autorin Käthe Harnack, geborene Braun, verheiratet, die auch des Öfteren in seinen Filmen zu sehen war. Er starb im September 1991, nach einer langen schweren Krankheit.
Sein schriftlicher Nachlass befindet sich im Berliner Archiv der Akademie der Künste, der er in Frankfurt am Main seit 1967 als Mitglied angehörte. Auch war er Mitglied im PEN-Zentrum der Bundesrepublik Deutschland.

## Auszeichnungen (Auswahl)
- 1940: Goethe-Medaille des Deutschen Nationaltheaters Weimar
- 1952: Ehrennadel der DEFA in Gold
- 1959: Silberne Ehrennadel der Genossenschaft Deutscher Bühnen-Angehöriger
- ab 1971: Ehrenvorsitzender vom Berliner Kulturrat
- 1977: Ehrenurkunde der VVN-BdA
- 1983: Filmband in Gold in der Kategorie: „Langjähriges und hervorragendes Wirken im deutschen Film“
- 1984: Ehrenmitgliedschaft Aktives Museum – Faschismus und Widerstand, Berlin
- 1989: Bundesverdienstkreuz 1. Klasse

## Filmografie
- 1951: Das Beil von Wandsbek
- 1954: Roman eines Frauenarztes
- 1955: Der 20. Juli
- 1956: Nacht der Entscheidung
- 1956: Anastasia, die letzte Zarentochter
- 1957: Wie ein Sturmwind
- 1958: Unruhige Nacht
- 1959: Arzt ohne Gewissen
- 1959: Der Fall Pinedus (Fernsehfilm)
- 1960: Der Prozeß Mary Dugan (Fernsehfilm)
- 1961: Die Marquise von Arcis (Fernsehfilm)
- 1962: Jeder stirbt für sich allein (Fernsehfilm)
- 1963: Die Wölfe (Fernsehfilm)
- 1964: Manchmal spielt der Himmel mit (Fernsehfilm)
- 1964: Pamela (Fernsehfilm)
- 1964: Ein Frauenarzt klagt an
- 1965: Und nicht mehr Jessica (Fernsehfilm)
- 1965: Der Gärtner von Toulouse (Fernsehfilm)
- 1966: Weiß gibt auf (Fernsehfilm)
- 1966: Die Ersten und die Letzten (Fernsehfilm)
- 1966: Wer rettet unseren Ackerknecht (Fernsehfilm)
- 1967: Ein Schlaf Gefangener (Fernsehfilm)
- 1967: Kampf um Kautschuk (Fernsehfilm)
- 1968: Die schwarze Sonne (Fernsehfilm)
- 1968: Unwiederbringlich (Fernsehfilm)
- 1970: Ferdinand Graf von Zeppelin – Stunde der Entscheidung (Fernsehfilm)
- 1970: Peenemünde (Zweiteiliger Dokumentarfilm, Fernsehfilm)
- 1971: Das Ding an sich und wie man es dreht (Fernsehfilm)
- 1971: Ein Fall für Herrn Schmidt (Fernsehfilm)
- 1973: Der Astronaut (Fernsehfilm)
- 1973: Der Tote vom Pont Neuf (Fernsehfilm)
- 1974: Der Verfolger (Fernsehfilm)
- 1974: Silverson (Fernsehfilm)
- 1975: Hier ruht George Dillon (Fernsehfilm)
- 1976: Erika (Schauspiel nach Ursula Krechel, Fernsehfilm)

## Theaterinszenierungen (Auswahl)
- 1938: Ernst Martin/Michael Gesell: Bengalische Zukunft (Deutsches Nationaltheater Weimar)
- Und Pippa tanzt (München)
- Die Kasssette (Berlin)
- Haben (Berlin)
- Emilia Galotti (Berlin)
- 1952: William Shakespeare: Wie es euch gefällt – (Theater am Schiffbauerdamm Berlin)
- Heiraten? (Berlin)
- Tasso (Hamburg)
- Endstation Sehnsucht (Hamburg)
- Leben und leben lassen (Hamburg)
- Bürger Schippel (Frankfurt am Main)
- 1955: Klaus Hubalek: Herr Nachtigall (Komödie Berlin)

## Hörspiele
- 1946: Bolwieser (nach Oskar Maria Graf)[11]
- 1972: Androklus und der Löwe (nach George Bernard Shaw) – mit Wilfried Herbst, Hanns Ernst Jäger, Käthe Braun

## Schriften (Auswahl)
- Die Dramen Carl Bleibtreus. 1938 und 1967.
- Die Aufgabe des deutschen Theaters in der Gegenwart. 2. Auflage. 1948.